# Better Motörhead than Dead: Live at Hammersmith
Better Motörhead than Dead: Live at Hammersmith – szósty album koncertowy brytyjskiego zespołu heavymetalowego Motörhead, wydany 16 lipca 2007 roku nakładem wytwórni muzycznej Steamhammer/SPV GmbH. Materiał na albumie został zarejestrowany 16 czerwca 2005 roku w londyńskiej Hammersmith Apollo. Formacja obchodziła wówczas jubileusz 30-lecia działalności.

## Lista utworów
Opracowano na podstawie materiału źródłowego.
| CD 1 | CD 1                     | CD 1                                                         | CD 1    |
| Nr   | Tytuł utworu             | Autorzy                                                      | Długość |
| ---- | ------------------------ | ------------------------------------------------------------ | ------- |
| 1.   | „Dr. Rock”               | Michael Burston, Philip Campbell, Pete Gill, Lemmy Kilmister |         |
| 2.   | „Stay Clean”             | Kilmister, Eddie Clarke, Phil Taylor                         |         |
| 3.   | „Shoot You in the Back”  | Kilmister, Clarke, Taylor                                    |         |
| 4.   | „Love Me Like a Reptile” | Kilmister, Clarke, Taylor                                    |         |
| 5.   | „Killers”                | Campbell, Mikkey Dee, Kilmister                              |         |
| 6.   | „Metropolis”             | Kilmister, Clarke, Taylor                                    |         |
| 7.   | „Love for Sale”          | Campbell, Dee, Kilmister                                     |         |
| 8.   | „Over the Top”           | Kilmister, Clarke, Taylor                                    |         |
| 9.   | „No Class”               | Kilmister, Clarke, Taylor                                    |         |
| 10.  | „I Got Mine”             | Kilmister, Brian Robertson, Taylor                           |         |
| 11.  | „In the Name of Tragedy” | Campbell, Dee, Kilmister                                     |         |
| 12.  | „Dancing on Your Grave”  | Kilmister, Robertson, Taylor                                 |         |

| CD 2 | CD 2                          | CD 2                                 | CD 2    |
| Nr   | Tytuł utworu                  | Autorzy                              | Długość |
| ---- | ----------------------------- | ------------------------------------ | ------- |
| 1.   | „R.A.M.O.N.E.S.”              | Burston, Campbell, Kilmister, Taylor |         |
| 2.   | „Sacrifice”                   | Burston, Campbell, Dee, Kilmister    |         |
| 3.   | „Just 'Cos You Got the Power” | Burston, Campbell, Kilmister, Taylor |         |
| 4.   | „(We Are) The Road Crew”      | Kilmister, Clarke, Taylor            |         |
| 5.   | „Going to Brazil”             | Burston, Campbell, Kilmister, Taylor |         |
| 6.   | „Killed by Death”             | Burston, Campbell, Gill, Kilmister   |         |
| 7.   | „Iron Fist”                   | Kilmister, Clarke, Taylor            |         |
| 8.   | „Whorehouse Blues”            | Campbell, Dee, Kilmister             |         |
| 9.   | „Bomber”                      | Kilmister, Clarke, Taylor            |         |
| 10.  | „Ace of Spades”               | Kilmister, Clarke, Taylor            |         |
| 11.  | „Overkill”                    | Kilmister, Clarke, Taylor            |         |

## Twórcy
Opracowano na podstawie materiału źródłowego.
| Zespół Motörhead w składzie - Lemmy Kilmister – gitara basowa, wokal prowadzący, harmonijka ustna - Phil Campbell – gitara elektryczna, gitara akustyczna, wokal wspierający - Mikkey Dee – perkusja, gitara akustyczna |  | Inni - Phil Sisson – inżynieria dźwięku - Paul Miner – mastering - Cameron Webb – produkcja muzyczna, miksowanie |

## Wydania
| Rok  | Nr katalogowy | Format      | Wydawca               | Region  | Źródło |
| ---- | ------------- | ----------- | --------------------- | ------- | ------ |
| 2007 | SPV 98172 2CD | 2xCD        | Steamhammer           | Niemcy  | [ 7 ]  |
| 2007 | VICP-63947-8  | 2xCD        | Victor Entertainment  | Japonia | [ 7 ]  |
| 2007 | 98172         | 2xCD, Liv   | Steamhammer/SPV/Soyuz | Rosja   | [ 7 ]  |
| 2007 | SPV 98171 4LP | 4xLP        | Steamhammer           | Niemcy  | [ 7 ]  |
| 2007 | SPV 31645 4LP | 4xLP, Album | Steamhammer           | Niemcy  | [ 7 ]  |

## Listy sprzedaży
| Lista                | Kraj    | Pozycja |
| -------------------- | ------- | ------- |
| Media Control Charts | Niemcy  | 74      |
| SNEP                 | Francja | 176     |